# AGS-17
AGS-17 (rusky Avtomatičeskij Granatomjot Stankovyj) "Plamja" (plamen) je automatický granátomet, který byl do výzbroje sovětské armády zaveden v polovině sedmdesátých let 20. století. Jeho výroba probíhá v Rusku dodnes
Zbraň nemá tak vysokou kadenci a i ráži má menší než americký granátomet Mk 19. Funguje na principu využití zpětného rázu. Zásobování probíhá prostřednictvím pásu, nábojové pásy jsou obvykle v bubnech po 29 nábojích, které se nasazují zprava na blok závěru. Granáty se používají tříštivotrhavé (HE) nebo tříštivé. Prázdné nábojnice vypadávají spodní částí. Díky velkému dostřelu má AGS-17 palebnou účinnost mnohem větší než minomety a díky střelbě dávkami není nijak omezující poměrně malá velikost třicetimilimetrových granátů.
Jeho je použití univerzální, podobně jako amerického Mk 19. Může být umístěn jak na trojnožce, tak instalován na bojových vrtulnících nebo na obrněných transportérech BTR-60, BTR-70 a BTR-80. Ve velkém byl používán v Afghánistánu, kde vzhledem k možnosti využití velkého náměru mohl být uplatněn při bojích v horském terénu.
Automatický granátomet AGS-17 ráže 30mm je účinná zbraň určená hlavně proti živé síle, ničení kulometů, bezzákluzových a protitankových kanónů a lehce opancéřovaných vozidel. Obsluhu tvoří střelec a dva pomocníci. Granátomet AGS-17 se nachází ve výzbroji armád mnoha zemí včetně Armády České republiky.

## Technické údaje
- Hmotnost granátometu (bez podstavce): 18 kg
- Hmotnost podstavce SAG-17: 12 kg
- Hmotnost schránky s náboji: 14,5 kg
- Hmotnost zaměřovače PAG-17: 1 kg
- Ráže: 30mm
- Počáteční rychlost granátu: 185 m/s
- Maximální dostřel: 1700 m
- Poloměr smrtícího účinku střepin granátu: 7 m
- Minimální rychlost střelby: 50 až 100 ran/min
- Maximální rychlost střelby: 350 až 400 ran/min